# Джорджиан-Бей-Айлендс
Национальный парк Джорджиан-Бей-Айлендс (англ. Georgian Bay Islands National Park, фр. Parc national des Îles-de-la-Baie-Georgienne) — национальный парк Канады, расположенный на островах в проливе Джорджиан-Бей канадской провинции Онтарио. С 2004 года парк входит в состав приморского биосферного заповедника Джорджиан-Бей.

## Физико-географические характеристики

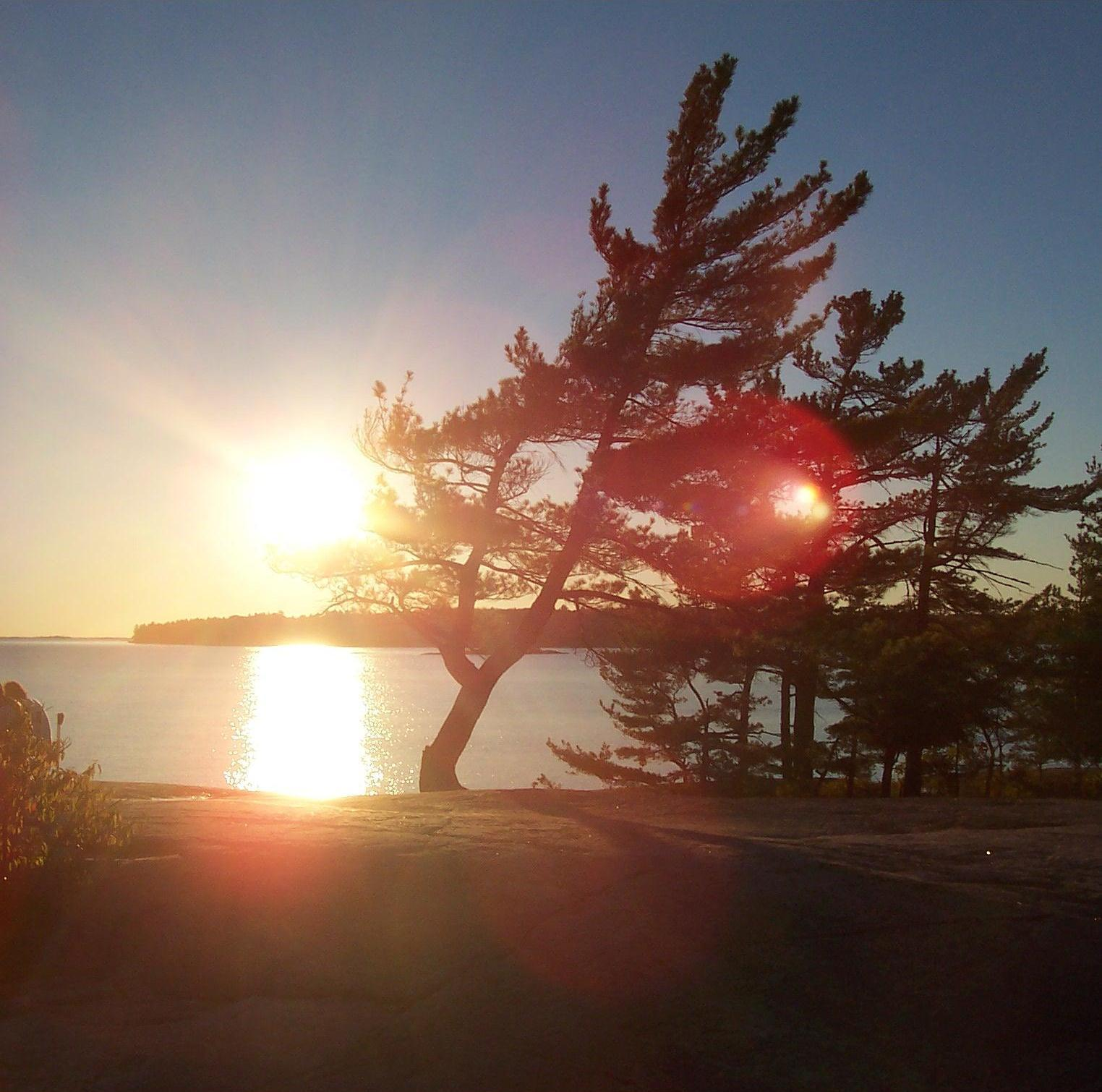
Сосна на побережье Джорджиан-Бей.

Парк расположен на краю канадского щита, что отражается на его ландшафте. На северных островах парка и в северной части самого крупного острова, Бьюсолил, преобладают бесплодные скалы, на которых растут подверженные всем ветрам сосны, ставшие предметом вдохновения для художников «группы Семи». В то же время южная часть острова отличается плодородной почвой и богатыми лиственными лесами.
Среди растительного мира парка преобладают лишайники, можжевельник, белая сосна и красный дуб, можно встретить сахарный клён и бук.
Пограничное положение парка является причиной обитания как южных, так и северных видов растений и животных. Летом в парке можно встретить чёрную болотную крачку, которая редко залетает так далеко на север, а зимой — белую сову, типичную обитательницу арктической тундры. В парке обитает 33 вида рептилий и амфибий — больше, чем где-нибудь в Канаде. Парк является одним из немногих мест в Канаде, где обитает восточный гремучник (Sistrurus catenatus), единственная ядовитая змея в провинции Онтарио.

## История

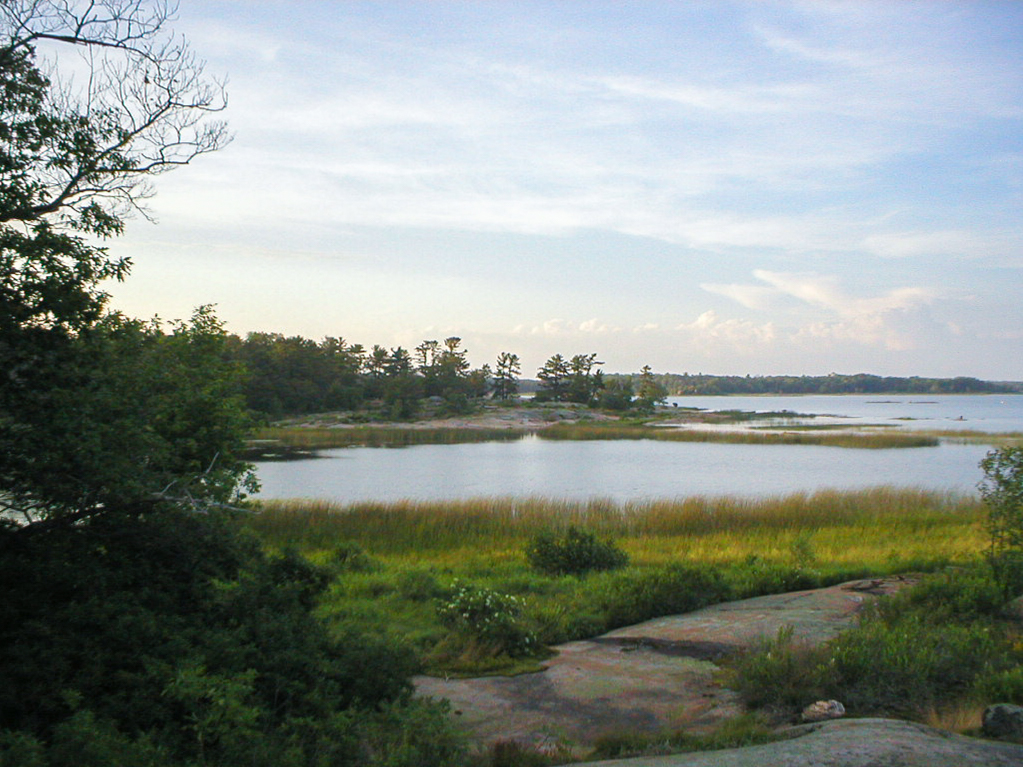
Остров Бесолей.

Археологи находят на островах следы присутствия древних людей. По останкам кухонной утвари и охотничьих орудий они предположили, что на островах располагался летний лагерь людей, занимавшихся охотой и собирательством. Самые ранние следы присутствия человека относятся к архаичному периоду (7000 лет назад), среднему вудленду (2400—1300 лет назад) и позднему вудланду (600—400 лет назад), предположительно народу оттава.
Первое упоминание европейцами об островах датировано 1624 годом, когда Габриэль Сагард посетил алгонкинсую деревню на острове. Полагают, что имеется в виду остров Бесолей. Старания французских миссионеров привели в стычкам между ирокезами и гуронами, которые также населяли острова. В результате столкновений гуроны были вынуждены покинуть местность. Спустя 350 лет прошла торжественная церемония возвращения гуронов на родные места.
В начале XIX века европейцы поселили индейцев оджибве в резервации, проводя эксперимент по адаптации индейцев к «цивилизованному образу жизни». Целью политических и религиозных лидеров того времени было отучение народа от их традиционного образа жизни с охотой и собирательством посредством обучения фермерству. Эксперимент начался в 1830 году, народ был разделён на три группы, одна из которых жила на острове Бесолей. Эксперимент провалился. Среди причин называют некомпетентность преподавателей и конфликты среди миссионеров.